# Bastognekoek
Een bastognekoek is een koekje van zelfrijzend bakmeel, suiker, kandijstroop, eidooier en boter. Voor de smaak is er nog kaneel en kruidnagel in verwerkt. De smaak lijkt wat op die van speculoos.  Varianten zijn Bastogne Original, Bastogne Mini en Bastogne Duo met amandel- en vanillesmaak. 

## Naam
Bastogne is de Waalse naam voor de Belgische stad Bastenaken, aan de voet van de Ardennen. Omdat het koekje relatief hard en "rotsachtig" was, dacht bakker Paul Parein in 1952 aan deze stad. De structuur van het koekje doet denken aan de ruwe heuvels van de Ardennen.
Nadat Paul Parein overleden was nam zijn zoon de bastognekoekfabriek over en fuseerde met De Beukelaer. De koeken werden onder de naam Gébéco op de markt gebracht. Daarna werd er samengewerkt met LU, die de koekjes in Nederland op de markt bracht.